# Габриелс, Ян-Виллем
Ян-Виллем Габриелс (нидерл. Jan-Willem Gabriëls; 21 января 1979 года, Амстердам) — голландский спортсмен, гребец, многократный призёр чемпионатов мира по академической гребле (2005, 2006, 2007). Серебряный призёр Летних Олимпийских игр 2004 года.

## Биография
Ян-Виллем Габриелс родился 21 января 1979 года в нидерландском городе Амстердам. Тренировался на базе клуба «Gyas AGSR». Профессиональную карьеру гребца начал с 1997 года. В 2003 году окончил Гронингенский университет по специальности бизнес-администрирование. Женат, в браке трое детей (две дочери 2012 и 2017 г. р. и сын 2014 г. р.). На данный момент занимается частным предпринимательством в семейном бизнесе «OrthoMetals», специализируясь на переработке металла от протезов, что остаются после кремации.
Первым соревнованием международного уровня, в котором Габриелс принял участие, был IV этап кубка мира по академической гребле 2001 года, проходивший в немецком городе Мюнхен. Во время финального заплыва группы F его команда с результатом 06:58.810 заняла четвёртое место и выбыла из дальнейшей борьбы.
Единственная олимпийская медаль в активе Габриелса была добыта на Летних Олимпийских играх 2004 года в Афинах. В составе восьмёрки с рулевым его команда пришла второй в финальном заплыве. С результатом 5:43.75 они выиграли серебряный комплект наград, уступив первенство соперникам из США (5:42.48 — 1-е место).
Первая медаль на чемпионате мира по академической гребле была добыта в 2005 году. Во время соревнований, что проходили в японском городе Кайдзу, голландская четвёрка в финальном заплыве заняла второе место с результатом 6:13.23, уступив первенство гребцам из Великобритании (6:11.59 — 1-е место), обогнав при этом соперников из Канады (6:16.02 — 3-е место).